# Oglasa malagasy
Oglasa malagasy är en fjärilsart som beskrevs av Pierre E.L. Viette 1965. Oglasa malagasy ingår i släktet Oglasa och familjen nattflyn. Inga underarter finns listade i Catalogue of Life.